# Список об'єктів, названих на честь Олександра Александрова
Наступне було названо на честь Олександра Александрова (1912—1999) — російського математика, фізика і філософа:
- Аксіоматика Александрова
- Теорема Александрова про опуклі многогранники
- Теорема Александрова про розгортку